# Caspar Adelmann von Adelmannsfelden
Caspar Adelmann von Adelmannsfelden (* 28. November 1464 in Neubronn; † 9. November 1541 in Eichstätt) war ein deutscher Humanist und Kanoniker in Eichstätt.

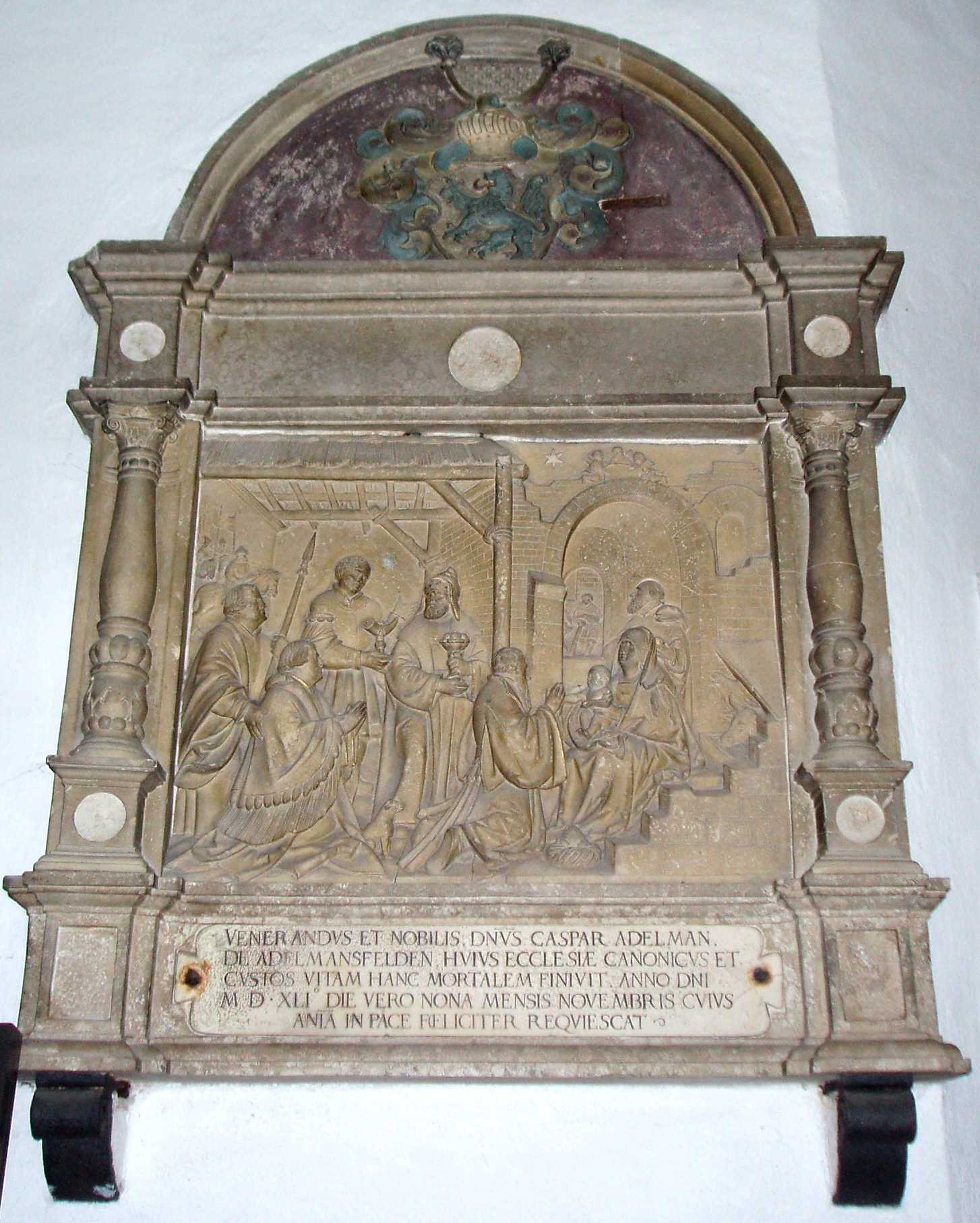
Epitaph des Domherrn Caspar Adelmann von Adelmannsfelden im Eichstätter Dom von Loy Hering

Die Brüder Konrad, Bernhard und Caspar (auch: Kaspar) Adelmann von Adelmannsfelden, alle drei Humanisten, entstammten dem schwäbisch-staufischen Ministerialengeschlecht der Adelmann von Adelmannsfelden und waren Vettern des Eichstätter Fürstbischofs Gabriel von Eyb (1497–1535). Caspar war der jüngste und wurde 1477 Kanonikus in Ellwangen. 1482 studierte er an der bayerischen Landesuniversität Ingolstadt und 1483 an der Universität Tübingen.
1497 wurde er Pfarrer in Kinding und resignierte auf sein Ellwanger Kanonikat. Stattdessen wurde er 1497 oder etwas später Domizellar in Eichstätt. Am 9. Juli 1501 erhielt er ein Kanonikat an der Domkirche von Eichstätt und am 3. Oktober 1503 zusätzlich das Amt des Kustos an der Domkirche. Caspar gehörte der dreiköpfigen Baukommission des Domkapitels an, die für den Neubau der Johanniskirche neben dem Dom verantwortlich war; die spätgotische Hallenkirche wurde 1531 geweiht. Im Jahr zuvor war auf Adelmanns Veranlassung hin die Straße von Eichstätt nach Pfünz instand gesetzt worden.
Nach dem Tod seines Bruders Bernhard im Jahr 1523, als Eichstätter Kanoniker ein enger Freund des Fürstbischofs Gabriel, schloss sich dieser umso fester an Caspar an, welcher in den letzten Lebensjahren des greisen Bischofs fast täglich Gast in der fürstbischöflichen Residenz war. Von den Tischgesprächen auf der Willibaldsburg berichtet der Rebdorfer Prior Kilian Leib, ebenfalls ein Freund des Fürstbischofs, ausführlich in seinem Tagebuch.
1528 ist Caspar Adelmann als Propst in Herrieden nachgewiesen, 1531 als Oberpfarrer in Thuisbrunn. 1533 resignierte er auf die Propststelle in Herrieden, 1540 auf die Custodie in Eichstätt. Im Jahr darauf starb er und wurde im Kreuzgang des Domes bestattet. Sein Epitaph ist ein Werk von Loy Hering.
„Wenn er (Caspar) auch an Gelehrsamkeit von seinen Brüdern Konrad und Bernhard übertroffen wurde, so teilte er doch mit diesen die Freude an wissenschaftlichen Studien, die so viele Glieder seiner Familie auszeichnet.“ (Theodor Neuhofer, S. 103)